# Tschingelhorn
Tschingelhorn är en bergstopp i Schweiz.   Den ligger i distriktet Raron och kantonen Valais, i den centrala delen av landet, 60 km sydost om huvudstaden Bern. Toppen på Tschingelhorn är 3 576 meter över havet, eller 411 meter över den omgivande terrängen. Bredden vid basen är 1,6 km.
Terrängen runt Tschingelhorn är huvudsakligen mycket bergig. Närmaste större samhälle är Frutigen, 19,5 km nordväst om Tschingelhorn. 
Trakten runt Tschingelhorn är permanent täckt av is och snö. Runt Tschingelhorn är det mycket glesbefolkat, med 6 invånare per kvadratkilometer.